# Walter Hunt Everett
Walter Hunt Everett (Haddonfield, 20 de agosto de 1880 – Parker Ford, 23 de agosto de 1946) foi um ilustrador e pintor norte-americano.
Era conhecido por suas ilustrações e capas para várias revistas norte-americanas, como o jornal The Saturday Evening Post, Colliers, Ladies’ Home Journal e Scribner’s. É considerado um dos grandes ilustradores da Era de Ouro da Ilustração dos Estados Unidos.

## Biografia
Walter nasceu na cidade de Haddonfield, em 1880. Era filho de George Everett (1845–1916) e de Jane Thomas Everett (1846–1910) e tinha mais dez irmãos. Desde pequeno demonstrava aptidão para as artes e já adulto foi considerado o sucessor de Howard Pyle, pai da ilustração norte-americana. Ele percorria quase 50 quilômetros de bicicleta para ter aulas de arte com Pyle, que reconhecera o potencial de Walter por seus rascunhos.
Walter se formou na escola de Pyle e logo encontrou trabalho. Aos 20 anos já compunha ilustrações elaboradas para a revista Colliers. Aos 30 anos, era artista regular do The Saturday Evening Post. Sua primeira capa foi feita em 1010 e ele contribuiu regularmente para o periódico até 1917. Diferente de outros artistas, como Joseph Christian Leyendecker, Walter não pintava de maneira consistente e realista. Ele experimentou vinhetas e, mais tarde, padrões planos e composições criadas pela luz.
Walter às vezes demorava para entregar suas artes devido ao perfeccionismo. Ele até desenhou seu próprio cavalete (que importou da França). Em 1917, parou de trabalhar pelos prazos do Post para trabalhar mais intensamente na arte que lhe interessava. Mais ou menos na mesma época, sua esposa, Mary, e seu filho, Oliver, finalmente perderam a paciência com suas obsessões pela arte e o deixaram.
Chegando à maturidade, Walter criou pinturas que eram um cruzamento entre ilustração e belas-artes: sua pintura é foca na cor e na luz, mas Walter trabalhava nelas por tanto tempo que seus clientes não tinham tempo de imprimi-las em cores, então ele tinha que se contentar com reproduções em preto e branco.

## Morte
No auge de sua carreira, na década de 1930, Walter desapareceu do cenário da arte. Walter queimou vários de seus trabalhos, se mudou para uma pequena casa em Parker Ford, uma vila na Pennsylvania, onde passou seus últimos anos polindo pedras para fazer pontas de flechas. É possível que Walter apresentasse um quadro de depressão ou de alguma doença mental, pois a família conta que ele não cuidava mais de si mesmo, a ponto de sua ex-esposa se mudar para a casa para cuidar de Walter.
Ele morreu em casa, defido a um enfisema, em 23 de agosto de 1946, aos 66 anos. Walter foi sepultado no Cemitério Batista de Haddonfield, em Nova Jérsei, onde nasceu.

## Legado
Em 2014, a Sociedade de Ilustradores dos Estados Unidos resgatou a reputação de Walter e o elegeu para o seu Hall da Fama, baseado em sua curta e promissora carreira.